# Sasha Roiz
Pour les articles homonymes, voir Roiz.
Sasha Roiz, né le 21 octobre 1973 à Tel Aviv est un acteur israélo-canadien. Il est surtout connu pour ses rôles de Sam Adama dans la série télévisée de science-fiction Caprica et celui du rôle du capitaine Sean Renard dans la série américaine fantastique Grimm.

## Biographie
Sasha est né à Tel Aviv, en Israël, de parents juifs russes d'origine ukrainienne. Sa famille a déménagé à Montréal, au Canada, en 1980. Sasha a étudié l'histoire avant de rejoindre une école de théâtre à Montréal. Plus tard, il devient diplômé de l'École de Guildford en Angleterre.

## Filmographie

### Cinéma
- 2004 : Le Jour d'après (The Day After Tomorrow) : Parker
- 2005 : Assault on Precinct 13 : Jason Elias
- 2005 : Land of the Dead (le territoire des morts) : Manolete
- 2006 : 16 blocs : Det. Kaller
- 2006 : Man of the Year : Donald Tilson
- 2010 : No Limit (Unthinkable) : Interrogator Lubitchich
- 2012 : Extracted : Tom
- 2014 : Pompéi : Proculus

### Télévision
- 2001 : Largo Winch : Sergei
- 2003 : Playmakers : Stephen Lyles
- 2003 : Mutant X : Nathaniel
- 2004 : Missing : Disparus sans laisser de trace : Randall Markham
- 2004 : Kevin Hill : Nick Bratt
- 2005 : Tilt : Blake
- 2005 : Show Me Yours : Chazz Banks
- 2005 : Beautiful People : M.. Tabor
- 2005 : Mayday (en) : Wayne Johnson
- 2006 : G-Spot : Jackson
- 2006 : The Jane Show : Ted
- 2006 : Destination 11 Septembre : Nick Demoia
- 2007 : Jeff Ltd. : Taylor Bloom
- 2007 : NCIS : Enquêtes spéciales : Agent Rick Hall
- 2007 : Les Experts : Miami : Darren Butler
- 2007 : Across the River to Motor City : Ben Ford
- 2008 : Terminator : Les Chroniques de Sarah Connor : Policier
- 2008 : Burn Up : David MacCready
- 2009 : Lie to Me : Captain David Markov
- 2009 : Mentalist : Keith Wolcutt
- 2010 : US Marshals : Protection de témoins : Anton Ivanov
- 2010 : Les Experts : Danny Macklin
- 2010 : Caprica : Sam Adama
- 2011 : Dr House : Driscoll
- 2011 : Castle : Bobby Stark
- 2011 : Warehouse 13 : Marcus Diamond
- 2011 : Philadelphia : Adriano Calvanese
- 2011-2017 : Grimm : Capitaine Sean Renard
- 2013 : Warehouse 13 : Marcus Diamond
- 2017/2018 : Salvation : Monroe Bennett
- 2017-2019 : Suits : Thomas Kessler
- 2019 : Lucifer : Marshall Reynolds
- 2020 : The Order (saison 2, épisode 4) : Rogwan
- 2020-2021 : 9-1-1 : Lou Ransone (récurrent saison 5, invité saison 3 et 4)

### Jeux vidéo
- 2009 : Le Parrain 2 : Don Esteban Almeida
- 2009 : Wolfenstein : Pavel Cherny/Vendeur